# 佐世保市立大塔小学校
佐世保市立大塔小学校（させぼしりつ だいとうしょうがっこう）は、長崎県佐世保市もみじが丘町にある公立の小学校。

## 概要
歴史
1994年（平成6年）、当時マンモス校であった佐世保市立黒髪小学校から分離する形で新設された。2014年（平成26年）に創立20周年を迎えた。
校区
住所表記で「長崎県佐世保市」の後に「大塔町、もみじが丘町、卸本町、大岳台町、日宇町（一部）、白岳町（一部）」が続く地域。中学校区は佐世保市立日宇中学校。
校章
所在地のもみじが丘にちなみ「紅葉の葉」、月桂樹の葉、および10個の「大」の文字で校名の「大10=大塔」を表し、中央に「大塔小」の文字（縦書き）を置いている。
校歌
開校直前の1994年（平成6年）1月に制定。作詞は藤瀬安雄、作曲は福田雅信（初代校長）による。歌詞は3番まであり、2番に校名の「大塔小学校」が登場する。

## 沿革
- 1993年（平成5年）
  - 10月 - 校舎（普通教室14、特別教室6）が完成。
  - 11月 - 体育館が完成。校章を制定。
- 1994年（平成6年）
  - 1月 - 校歌を制定。
  - 2月 - プールが完成。
  - 4月 - 佐世保市立黒髪小学校より分離し、「佐世保市立大塔小学校」（現校名）として独立開校。大塔・大岳台・卸本町の児童が転入。入学生を合わせ児童数は473名。
- 1995年（平成7年）4月1日 - もみじが丘町が校区に加わる。
- 1996年（平成8年）
  - 3月 - 児童数の増加により仮設校舎（普通教室4）を増設。
  - 9月 - 田の浦町が校区に加わる[2]。
- 1997年（平成9年）3月 - 校舎（4教室）を増築。
- 1998年（平成10年）4月 - 特殊学級「なかよし学級」を開設。
- 1999年（平成11年）3月 - 校舎（普通教室3）を増築。
- 2002年（平成14年）8月 - プレハブ校舎（4教室）を増設。
- 2006年（平成18年）3月 - 北校舎2・3階の増築工事が完成。
- 2009年（平成21年）4月1日 - 特別支援学級「たんぽぽ学級」（肢体不自由）を開設。
- 2011年（平成23年）7月 - 運動場を改修。
- 2014年（平成26年）4月1日 - 特別支援学級「ひまわり学級」（情緒）を開設。
- 2015年（平成27年）4月1日 - 特別支援学級「なのはな学級」（難聴）を開設。

## 交通
最寄りのバス停
- 西肥バス（させぼバスも含む） 「大塔小学校前」バス停

## 周辺
- もみじが丘中央公園
- 椿ヶ丘簡易郵便局
- 黒髪くりのみ幼稚園
- 佐世保市立黒髪小学校
- 佐世保市立日宇中学校
- 長崎県立佐世保南高等学校

## 関連事項
- 長崎県小学校一覧
- 佐世保市小学校一覧